# Ptinus rufipes
Ptinus rufipes is een keversoort uit de familie klopkevers (Ptinidae). De wetenschappelijke naam van de soort werd in 1790 gepubliceerd door Guillaume-Antoine Olivier.